# Warmachine
Warmachine är ett figurspel som tillverkas av steamforged games förr av privateer press.    
Spelet äger rum i rollspelsvärlden Iron Kingdoms och handlar om strider mellan Warcasters från de rivaliserande kungadömena, de gigantiska Warjacks som står under sin Warcasters kontroll och infanteri.

## Figurerna
I centrum av Warmachine återfinns Warcasters och Warjacks. Warjacks är gigantiska ångdrivna krigsmaskiner som fungerar med hjälp av en "Cortex" kontrollerad av en Warcaster. Warcasters kontrollerar Warjacks och är också spelets generaler och magiker. De kan använda focus points för att förhöja sina stridsfärdigheter, kasta magier eller till Warjacks. Förutom Warcasters och Warjacks finns också infanteri.

## Spelet
Warmachine är utformat för att uppmuntra till offensiv istället för defensiva taktiker. 
Spelets grundregler är mycket enkla; rulla två sexsidiga tärningar, lägg till en stat och jämför med motståndarens stat. Varje figur har ett stat card som beskriver deras förmågor.

## Faktioner
Warmachine utspelar sig i världen Caen, på kontinenten Immoren. I västra Immoren där spelet utspelar sig finns 8 politiska fraktioner.
- Cygnar
- Menothprotektoratet
- Khador
- Cryx
- Ord
- Llael
- Ios
- Rhul

De stridande huvudfraktionerna är Cygnar, Protectorate of Menoth, Khador, Cryx och Retribution of Scyrah.

## Hordes
Spelet Hordes är ett systerspel som bygger på samma regler och som är kompatibelt med Warmachine. Hordes har sex faktioner: Trollbloods, Circle of Orboros, Skorne, Legion of Everblight, grymkin och minions.